# Werner Heinrich von Kleist
Werner Heinrich von Kleist (* 27. Oktober 1703 in Wendisch Tychow; † 31. Oktober 1765 ebenda) war ein preußischer Generalmajor.

## Leben

### Familie
Er entstammte der alten pommerschen Adelsfamilie von Kleist. Er war ein Sohn des Erbherrn auf Groß Tychow Caspar Henning von Kleist († 1704) und der Sabina Elisabeth von Bonin († nach 1704). Kleist blieb unvermählt.

### Werdegang
Kleist begann seine Laufbahn 18-jährig im Regiment Forcade zu Fuß (später No. 23). 1725 war er dort Fähnrich, avancierte 1731 zum Sekondeleutnant und 1735 zum Premierleutnant. In der Schlacht bei Mollwitz zeichnete er sich aus und wurde mit dem Orden Pour le Mérite geehrt.
1741 wurde er zum Stabskapitän befördert und übernahm wenig später als Kompaniechef das bei Brieg neuerrichtete Füsilierregiment Schwedt (1806: No. 42). 1758 avancierte Kleist zum Oberstleutnant, 1759 zum Oberst und Kommandeur des Füsilierregiments Markgraf Heinrich und war damit zunächst in Frankenstein, danach in Neiße stationiert. 1764 dimittierte als Generalmajor.
Er nahm an allen Feldzügen Friedrichs des Großen teil.